# Куліченко Микита Лаврентійович
Мики́та Лавре́нтійович Куліче́нко (*1877, Великий Бурлук — †19??) — Кобзар.

## Життєпис
Кобзар із Великого Бурлука Вовчанського повіту Харківської губернії. У 1902 році був віком близько 25 років. Від нього робили записи односельці — священик Петро Лукаш і вчитель Луговиков.